# William Douglas, Lord of Liddesdale
Sir William Douglas, Lord of Liddesdale (auch William Douglas of Lothian; Douglas of Liddesdale oder Knight of Liddesdale) (* um 1310; † August 1353 bei Williamhope) war ein schottischer Magnat und Militär.

## Herkunft
William Douglas entstammte einer Linie der schottischen Familie Douglas. Er war der älteste Sohn von Sir James Douglas und dessen Frau Joan. Sein Vater war 1306 noch ein junger Kammerdiener und besaß später einen kleinen Landbesitz in Lothian. William Douglas war wahrscheinlich noch minderjährig, als sein Vater vor April 1323 starb. Er wurde sein Erbe und vor 1330 zum Ritter geschlagen.

## Dienst als Militär im Kampf gegen die Enterbten
Während der Minderjährigkeit des schottischen Königs David II. wurde Douglas 1330 zum Warden der Scottish Marches ernannt, möglicherweise als direkter Nachfolger seines entfernten Cousins James Douglas. Aufgrund seines Amtes war er wahrscheinlich in Südschottland, als die sogenannten Enterbten 1332 in Schottland einfielen. Zu dieser Zeit befanden sich Schottland und England offiziell nicht im Krieg, doch der englische König Eduard III. lehnte den 1328 geschlossenen Frieden mit Schottland ab und unterstützte insgeheim die Enterbten. Anfang 1333 überfiel eine schottische Streitmacht das englische Cumberland. Als Reaktion auf diesen Angriff führte der englische Baron Sir Anthony Lucy im März 1333 einen Raubzug über den Solway Firth nach Südwestschottland. Als die Engländer auf dem Rückweg waren, griff sie Douglas zusammen mit der Besatzung von Lochmaben Castle an. Die Schotten wurden jedoch geschlagen und Douglas geriet in Gefangenschaft. 

## Kampf auf schottischer Seite im Zweiten Schottischen Unabhängigkeitskrieg

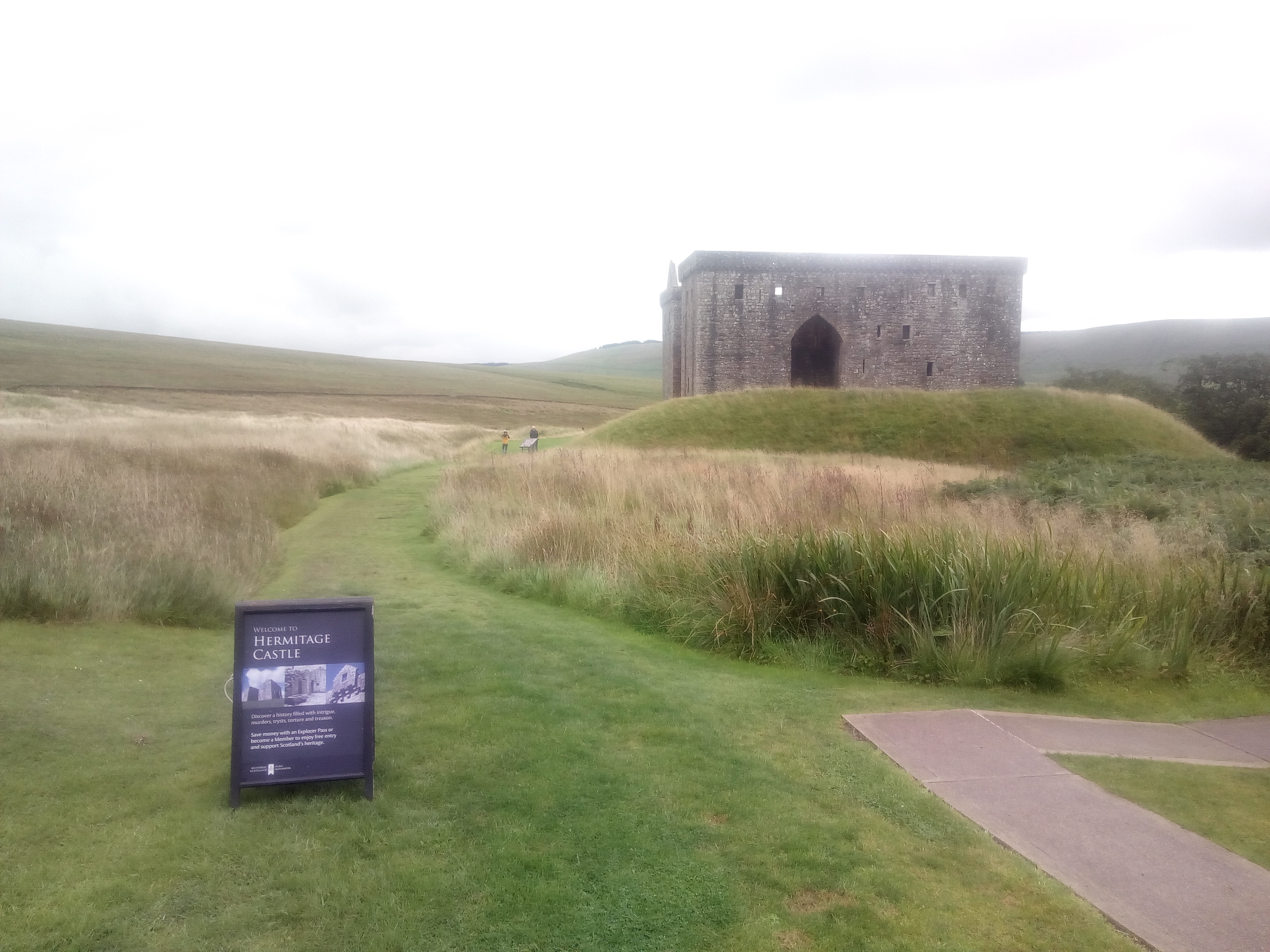
Hermitage Castle, die Burg, in der William Douglas seinen Rivalen Alexander Ramsay ermorden ließ

Douglas blieb bis 1335 in Gefangenschaft in Carlisle Castle, ehe er freigelassen wurde. Zurück in Schottland, unterstützte er im Krieg gegen England weiter die Anhänger von David II. Zunächst in Annandale und Lothian, dann in Galloway sammelte er Gegner des von den Enterbten unterstützten Gegenkönigs Edward Balliol und führte mit ihnen einen Kleinkrieg gegen dessen Unterstützer. Im April 1335 nahm er am Parlament des Guardian John Randolph, 3. Earl of Moray in Dairsie teil. Im Juli 1335 schlug er zusammen mit Moray die Streitmacht des auf englischer Seite kämpfenden Grafen von Namur im Gefecht bei Boroughmuir. Nachdem sich der Graf ergeben hatte, geleitete Douglas ihn zusammen mit Moray zur englischen Grenze. Auf dem Rückweg gerieten sie in einen englischen Hinterhalt. Während Moray gefangen genommen wurde, konnte Douglas entkommen. Als Nachfolger von Moray wurde Sir Andrew Murray neuer Guardian. Douglas unterstützte Murray, auch als dieser sich im Gegensatz zu den meisten schottischen Adligen weigerte, sich dem englischen König zu unterwerfen. Douglas führte am 30. November 1335 den Angriff der schottischen Patrioten in der Schlacht von Culblean und hatte damit wesentlichen Anteil am Sieg über David Strathbogie, einen der wichtigsten Unterstützer von Edward Balliol. Für seinen Beitrag zu dem Sieg soll ihm Murray das Earldom Atholl, das auch von Strathbogie beansprucht worden war, verliehen haben. Wahrscheinlich wurde ihm aber nur der Titel versprochen. 1336 kämpfte Douglas gegen John of Eltham, den jüngeren Bruder des englischen Königs, der mit seinen Truppen Gebiete in Südwestschottland verwüstete. Im Februar 1337 unterstützte er unter anderem Andrew Murray, als dieser englisch besetzte Burgen in Fife angriff. Nur Cupar Castle hielt den Angriffen stand, während St Andrews Castle erobert wurde. Ende 1337 zeichnete sich Douglas in einem Gefecht bei Crichton aus, das aber unentschieden endete. Dann führte Douglas vom Bergland von Liddesdale und Forest of Selkirk aus weiter einen Kleinkrieg gegen die Engländer. Nachdem der englische König mit den Schotten einen Waffenstillstand geschlossen hatte, reiste Douglas 1338 nach Frankreich, wo er den im Exil lebenden David II. in Château Gaillard besuchte. Dort erhielt er vermutlich vom französischen König Geld, um den Kampf gegen England fortzuführen. Douglas heuerte einen Piraten an, und mit diesem und fünf Galeeren kehrte er 1339 nach Schottland zurück. Die Schiffe blockierten die Mündung des Tay und damit den Zugang zum noch von englischen Truppen besetzten Perth. Dann konnte Douglas William Bullock, den englischen Kommandanten von Cupar Castle bestechen. Bullock wechselte die Seiten, übergab die Burg und unterstützte die Belagerung von Perth. Die englischen Verteidiger übergaben schließlich am 17. August 1339 die Stadt. Am 16. April 1341 eroberte er zusammen mit Bullock durch eine Kriegslist Edinburgh Castle. Anschließend besetzte er die Burg und nutzte sie als Basis für weitere Angriffe. Als im selben Jahr David II. aus seinem Exil nach Schottland zurückkehrte, galt Douglas zusammen mit Murray und Alexander Ramsay als einer der erfolgreichsten Militärs auf schottischer Seite.

## Belohnungen durch den König und Konflikte mit anderen Magnaten
Der Guardian Robert Stewart hatte Douglas bereits Landbesitz in verschiedenen Teilen Schottlands versprochen, vielleicht weil Douglas selbst seine Kosten während des Krieges bestritt. David II. erkannte nach seiner Rückkehr den Wert von Douglas Unterstützung und belohnte ihn reichlich mit Landbesitz. Am 18. Juli 1341 wurde Douglas zum Earl of Atholl erhoben, dazu wurde er später zum Lord of Dalkeith ernannt und erhielt Ländereien in Peeblesshire, Eskdale und Ewesdale. Douglas führte aber offenbar nie den Titel Earl of Atholl. Statt Besitz in den Highlands zu erhalten, wollte er seinen Besitz in Südschottland konzentrieren. Dort hielt er als Vormund seines Patenkinds und Namensvetters William Douglas die Baronie Liddesdale. Liddesdale war zwischen Robert Stewart und den Douglas umstritten. Archibald Douglas, der Vater von Douglas Patenkind, hatte Liddesdale während des Kriegs mit England erworben, doch auch Stewart erhob Ansprüche auf die Baronie. Auf Betreiben von Douglas genehmigte der Kronrat auf einer Sitzung im Februar 1342 in Aberdeen den Tausch von Liddesdale gegen Atholl, das an Stewart fiel. Douglas hielt Liddesdale nun als eigenes Lehen, womit sein Patenkind enterbt wurde. Dazu geriet Douglas mit Alexander Ramsay in Konflikt. Der König hatte diesem verdienten Militär die Verwaltung des von ihm eroberten Roxburgh Castle und das Amt des Sheriffs von Teviotdale zugesprochen. Auf dieses Amt erhob Douglas einen älteren Anspruch. Als Ramsay am 20. Juni 1342 in der Pfarrkirche von Hawick Gericht hielt, überfiel Douglas den Ort und nahm Ramsay gefangen. Er ließ Ramsay nach Hermitage Castle bringen, wo Ramsay kurze Zeit später starb. Auf Betreiben von Robert Stewart begnadigte David II. widerstrebend Douglas. Da der König Douglas nicht bestrafen konnte, rächte er sich an William Bullock, den Verbündeten von Douglas, der zwischenzeitlich zum königlichen Chamberlain erhoben war. Bullock wurde in den Kerker geworfen, wo er wenig später starb.

## Erneute Gefangenschaft in England
Nachdem der Waffenstillstand mit England ausgelaufen war, fiel David II. 1346 mit dem schottischen Heer in Nordengland ein. In der Dämmerung des 17. Oktober 1346 führte Douglas einen Trupp des schottischen Heeres, um Lebensmittel zu beschaffen. Dabei stieß er überraschend auf ein englisches Heer. Mit Mühe konnte Douglas ins schottische Lager flüchten und die Schotten alarmieren. In der folgenden Schlacht von Neville’s Cross führte er eines der schottischen Bataillone, doch die Schlacht endete in einer schweren schottischen Niederlage. Sowohl David II. wie auch Douglas gerieten in Gefangenschaft. Noch im März 1348 verlangte das englische Parlament, dass nicht nur der schottische König, sondern auch Douglas unter keinen Umständen freigelassen werden solle. Dennoch war Douglas ab etwa 1348 an den langwierigen Bemühungen zur Freilassung des Königs beteiligt. Nach erneuten Verhandlungen in York im November 1350 reiste Douglas vor Ende des Jahres nach Schottland, um einem schottischen Parlament die Forderung des englischen Königs nach einem Lösegeld von £ 40.000 für die Freilassung des schottischen Königs zu überbringen. Das Parlament lehnte diese Forderung aber ab und Douglas kehrte vor dem 9. Februar 1351 in die englische Gefangenschaft zurück. Da der englische König daraufhin neben einem hohen Lösegeld weitere politische Zugeständnisse verlangte, dauerten die in Newcastle geführten Verhandlungen an. Im November 1351 begleitete Douglas David II., als dieser selbst zu Verhandlungen mit den schottischen Magnaten nach Schottland reisen durfte. Weder Douglas noch der König konnten jedoch während eines weiteren Parlaments die Magnaten überzeugen, den Forderungen des englischen Königs zuzustimmen. Daraufhin kehrten sie beide nach März 1352 als Gefangene nach England zurück. Bislang war über das Lösegeld von Douglas noch nicht verhandelt worden, doch am 17. Juli 1352 schloss er offenbar ohne Beteiligung von David II. eine Vereinbarung mit Eduard III. In dieser schwor Douglas dem englischen König die Treue und erhielt dafür Hermitage Castle, Liddesdale und Besitzungen in Annandale und Moffatdale zurück, die bislang noch von englischen Truppen besetzt waren. Dazu sollte er im Kriegsfall Eduard III. unterstützen. Obwohl Douglas erklärte, dass er keinen Krieg gegen sein eigenes Land, also Schottland führen würde, so sicherte er englischen Truppen ungehinderten Durchzug durch Liddesdale und seine anderen Gebiete zu. Damit war sein Verhalten sehr fragwürdig, wenn nicht verräterisch. Dieses Abkommen war in Schottland noch nicht bekannt, als Douglas vor August 1353 nach Schottland zurückkehren durfte. Das Land war seit der Niederlage bei Neville’s Cross durch Uneinigkeit zwischen den Magnaten und durch Fehden geprägt. Im Forest of Ettrick geriet Douglas bei Williamhope in einen Hinterhalt seines früheren Mündels William Douglas und wurde getötet. Dieser war nach der Schlacht von Neville’s Cross aus Frankreich nach Schottland zurückgekehrt. Nach dem Chronisten Walter Bower geschah der Mord aus Rache für die Ermordung von Ramsay, doch wahrscheinlich war die Enterbung seines Mündels 1342 der Hintergrund des Anschlags. Douglas wurde in Melrose Abbey beigesetzt. Der jüngere William Douglas wurde für den Mord nie belangt. Er beanspruchte nun die Besitzungen des Ermordeten, die ihm im Februar 1354 durch eine königliche Urkunde bestätigt wurden.

## Ehe, Nachkommen und Erbe
Douglas hatte vor 1346 Elizabeth geheiratet, deren Herkunft unbekannt ist. Mit ihr hatte er eine Tochter, Mary, die er 1352 im Gegenzug für seine Freilassung als Geisel dem englischen König übergeben hatte. Mary wurde schließlich nach dem Tod ihres Vaters freigelassen. Sie kehrte nach Schottland zurück und heiratete, starb aber kinderlos. Douglas hatte 1351 seine Besitzungen James Douglas, dem ältesten Sohn seines verstorbenen Bruders John vermacht. Diesem gelang es schließlich, von David II. mit Dalkeith einen Teil dieser Besitzungen zu erhalten. Er wurde zum Stammvater der Lords of Dalkeith.

## Bewertung
Douglas gelang es, in der Zeit, als David II. minderjährig war und die politische und militärische Führung mehrfach wechselte, andere Ritter und Kämpfer an sich zu binden. Seine Streitmacht war zwar klein, aber kampfkräftig, und durch seine militärischen Erfolge gewann er politischen Einfluss. Er gehörte zwar zu den wenigen Baronen seiner Zeit, die sich nie Edward Balliol unterwarfen und entschlossen für David II. kämpften, doch er erwartete auch, dass die Eroberungen, die er während dieser Zeit machte, später vom König als sein Besitz anerkannt wurden. Douglas war in Schottland als Knight of Liddesdale bekannt und galt als Blüte des Rittertums. Englische Chronisten bezeichneten ihn jedoch weniger tapfer, sondern eher bösartig. Nach Walter Bower war er ein energischer Kämpfer, der treu zu seinen Versprechen stand. Er war in der Tat kühn und zeigte taktisches Geschick, doch er war auch habgierig und nach seiner langen Gefangenschaft in England offenbar bereit zum Verrat.